# CHINT Group
CHINT Group — китайская холдинговая компания, основные интересы которой сконцентрированы в сфере электротехники, электроники, энергетического и промышленного оборудования. Основана в 1984 году, штаб-квартира расположена в Вэньчжоу (провинция Чжэцзян). Крупнейшим активом группы является публичная компания Zhejiang CHINT Electrics.  

## Деятельность

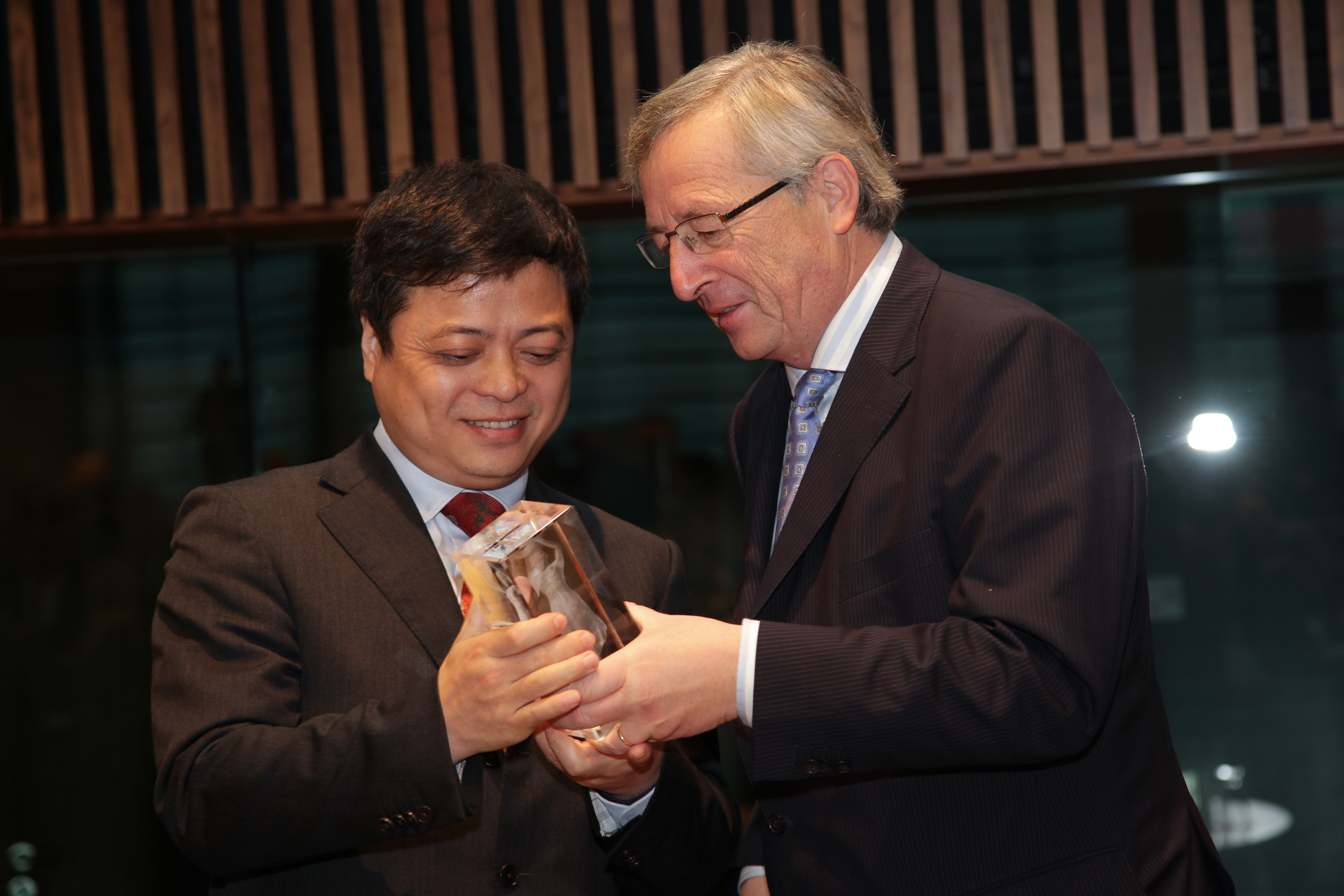
Председатель группы Нань Цуньхуэй получает награду из рук Жан-Клода Юнкера

CHINT Group разрабатывает и производит низковольтное и высоковольтное оборудование, оборудование для передачи и распределения электроэнергии, учета воды, газа и электроэнергии, оборудование для солнечной и ветряной энергетики. Компании группы занимают лидирующие позиции на китайском рынке трансформаторов, инверторов, реле, контакторов, стартеров, автоматических выключателей, предохранителей, конденсаторов, соединительных клемм, изоляторов, динамиков, сенсоров, модулей управления, систем парковки, проводов и кабелей, электрических и газовых счётчиков, настенных выключателей, светодиодного освещения, солнечных модулей и панелей. 
Также структуры CHINT Group занимаются строительством и эксплуатацией солнечных электростанций, электростанций, работающих на биомассе, и комплексов хранения электроэнергии, реконструкцией тепловых электростанций.

## Структура

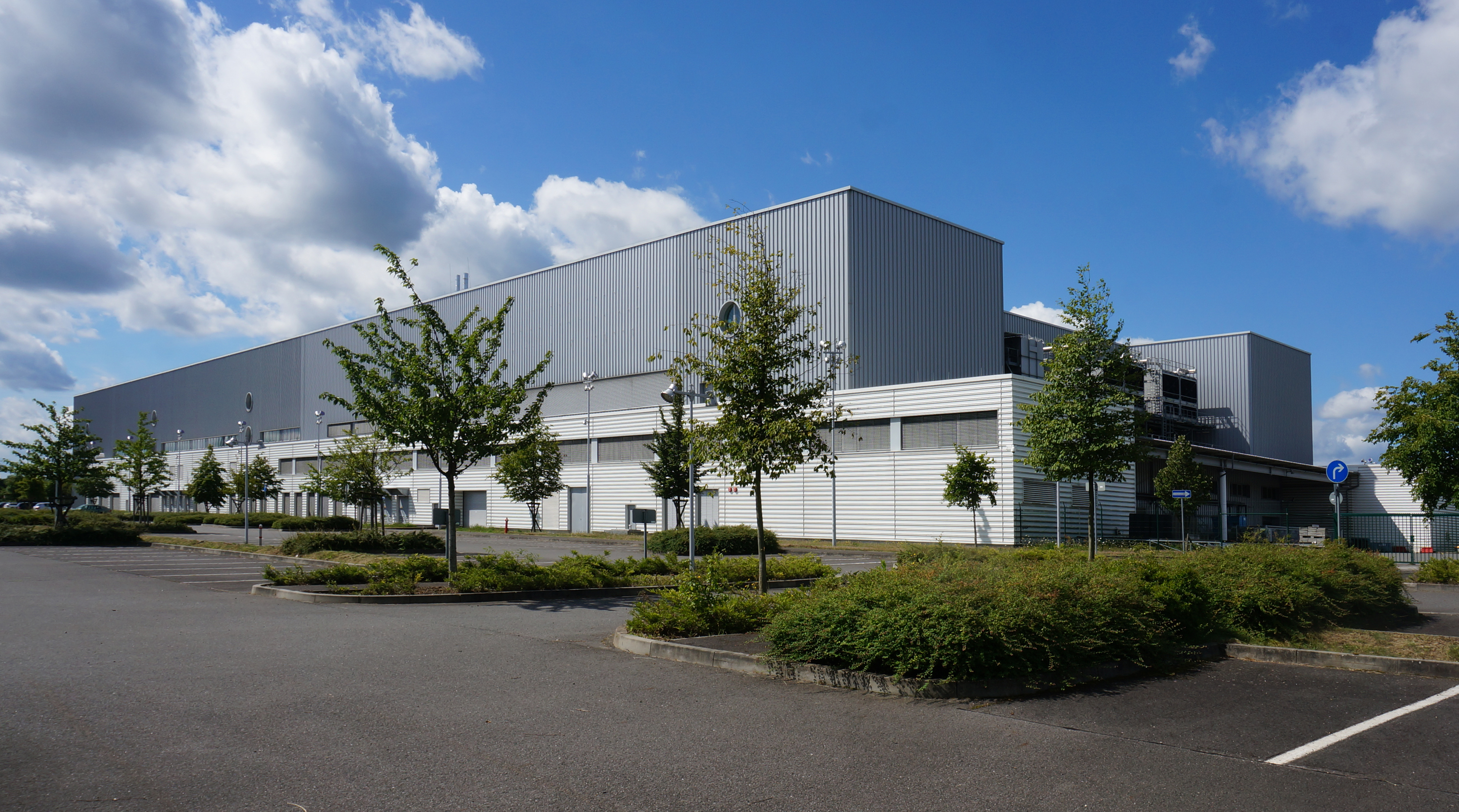
Завод солнечных панелей Astronergy Solarmodule во Франкфурте-на-Одере

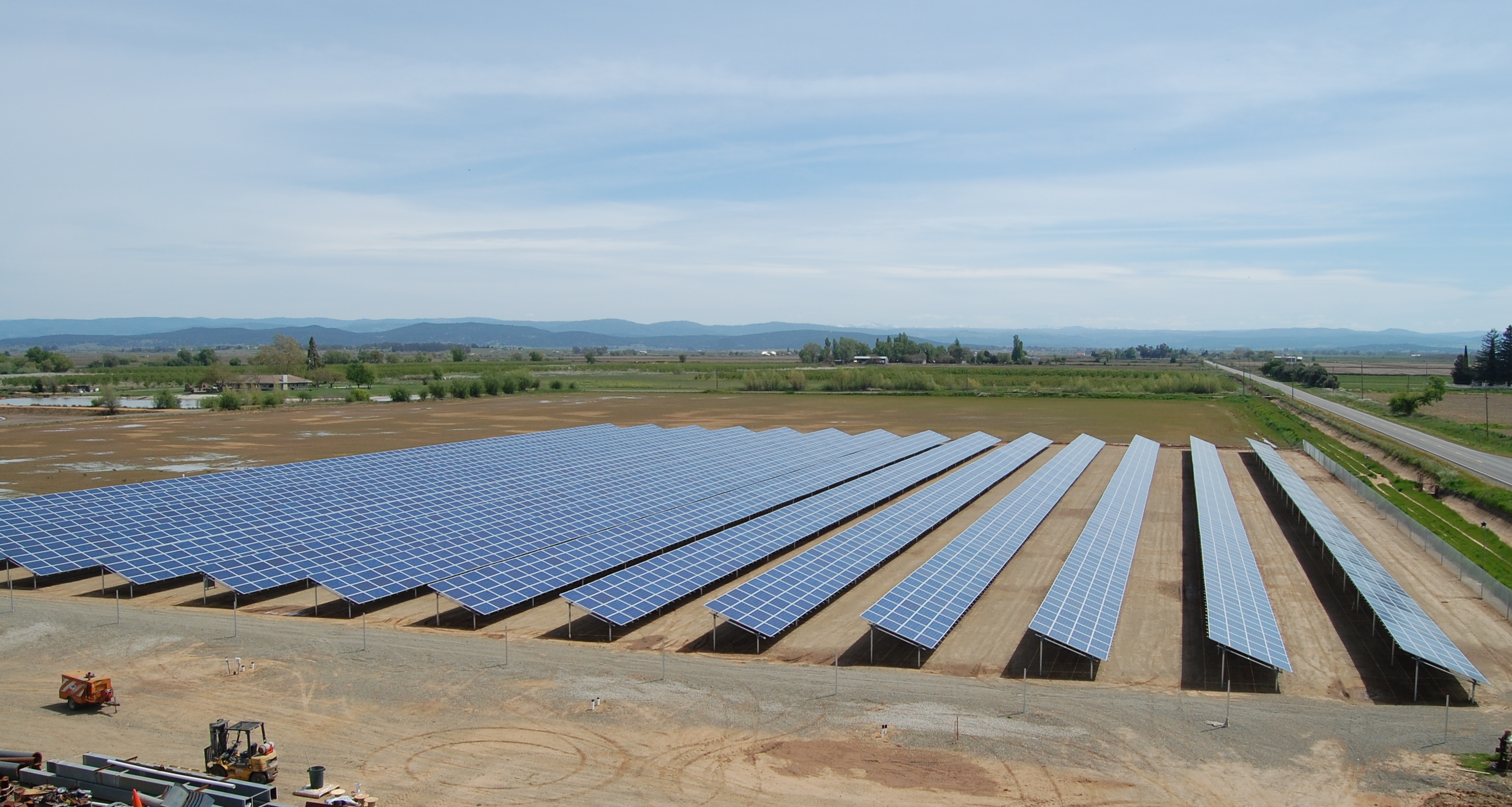
Солнечные панели Astronergy в Калифорнии

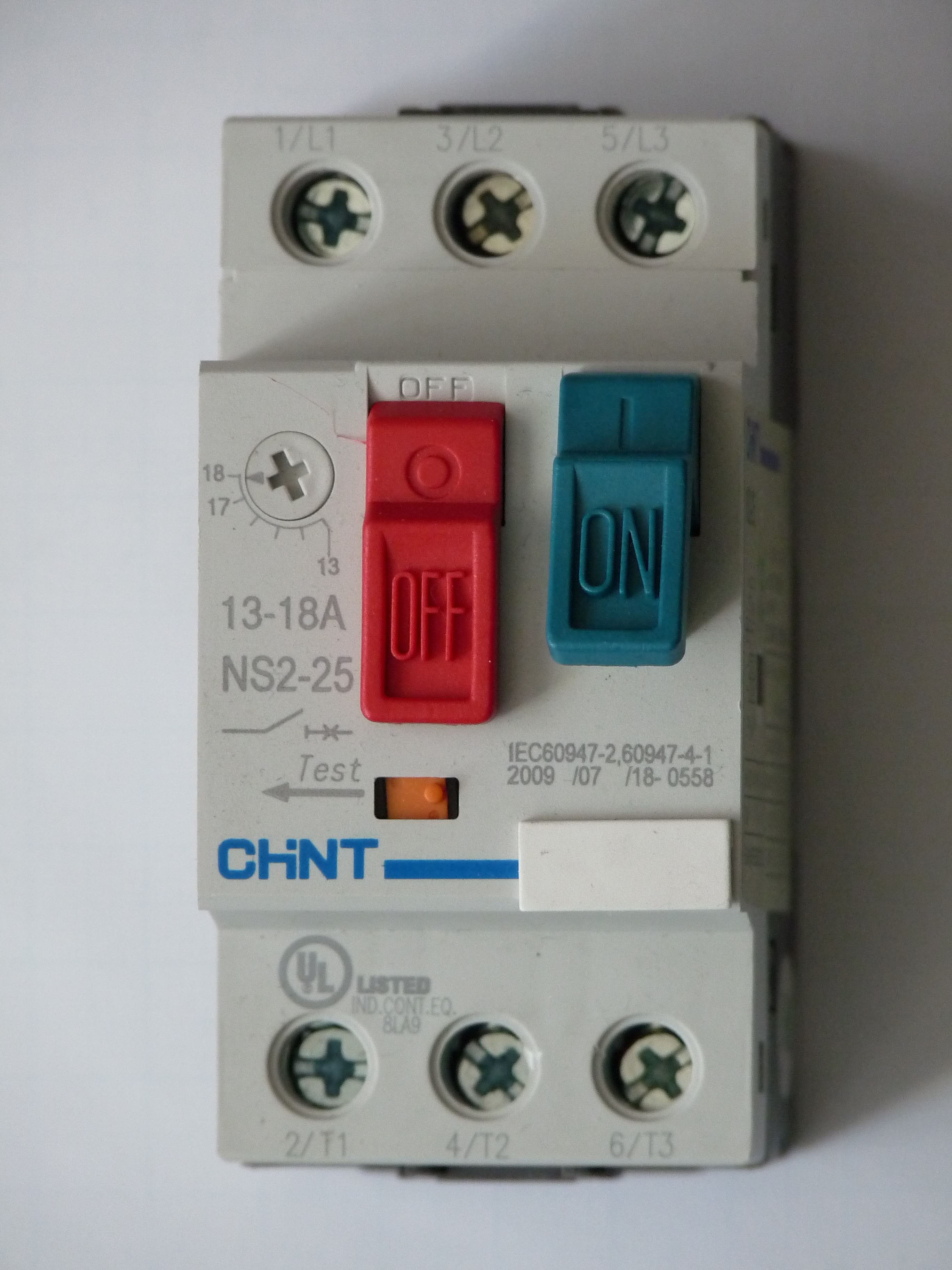
Автоматический выключатель защиты двигателя

Операционная штаб-квартира CHINT Group расположена в Вэньчжоу, международная — в Шанхае, Азиатско-Тихоокеанская — в Сингапуре.
Производственные мощности CHINT Group расположены в китайских городах Вэньчжоу, Ханчжоу, Цзясин, Шанхай, Нанкин, Цзинань и Сяньян, а также в Германии, Чехии, Египте, Таиланде, Сингапуре, Малайзии и Вьетнаме; сбытовые и сервисные — по всему миру.  

### Дочерние компании
- Zhejiang CHINT Electrics (Вэньчжоу) — низковольтное и высоковольтное оборудование для передачи и распределения электроэнергии, устройства электропитания, системы управления оборудованием, контрольно-измерительные приборы, солнечные модули[3][4][5].
  - CHINT Electrics (Испания)
  - CHINT Turca Elektrik (Турция)
  - CHINT Electrics (Египет)
  - CHINT Electrics South America (Бразилия)
- CHINT Electric (Шанхай) — низковольтное электротехническое оборудование[6].
- CHINT Solar (Ханчжоу) — солнечные панели и оборудование[7]. 
  - Astronergy Solar (США)
  - Astronergy Solarmodule (Германия)
  - Astronergy Solar India (Индия)
  - Astronergy Solar Thailand (Таиланд)
  - Astronergy Solar Korea (Южная Корея)
  - Chint Solar Japan (Япония)
  - Chint Solar Bangladesh (Бангладеш)
  - Chint Solar Poland (Польша)
  - Chint Solar México (Мексика)
  - Chint Solar Australia (Австралия)
- CHINT Techsel (Нанкин) — электродвигатели, вентиляторы, сетевые шлюзы и контроллеры.
- CHINT Network Technology (Ханчжоу) — сетевые шлюзы, автоматические выключатели и другое электрооборудование.
- CHINT Building Electrical (Вэньчжоу) — бытовые розетки, выключатели, удлинители, провода, системы «умного дома» (освещение, замки и сенсоры).
- NOARK Electric Europe (Чехия) — низковольтное электротехническое оборудование[8]. 
  - NOARK Electric USA (США)
- Shanghai CHINT Power Systems (Шанхай) — фотоэлектрические инверторы[9].
- Shanghai Xinhua Control Technology Group (Шанхай) — системы промышленной, энергетической и транспортной автоматизации[10].
- Shanghai SIMbatt Energy Technology (Шанхай) — графеновые порошковые материалы.
- Ideal Energy Equipment (Шанхай) — светодиоды и плёнка для солнечных панелей.
- Zhejiang CHINT Cable (Цзясин) — электрические провода и кабели[11][12].
  - Shaanxi CHINT Cable
  - Shandong CHINT Cable
- Zhejiang CHINT Automotive Technology (Вэньчжоу) — автомобильные комплектующие, в том числе реле, переключатели, датчики и звуковые сигналы[13].
- Zhejiang CHINT Instrument & Meter (Ханчжоу) — контрольно-измерительные приборы, в том числе счётчики электроэнергии, воды и газа[14].
- Zhejiang Chitic Control Engineering (Ханчжоу) — системы промышленной и коммунальной автоматизации, в том числе автоматизации электроснабжения, водоснабжения, газоснабжения и отопления (программируемые логические контроллеры, системы управления распределением, промышленные компьютеры с сенсорной панелью и коммуникационные серверы)[15].
- Zhengtai Technology Innovation Venture Park (Юэцин)
- Shanghai Electrical Apparatus Research Institute (SEARI) — научные исследования в области электротехники[16].
- CHINT India Energy Solution (Индия)
- CHINT Indonesia (Индонезия)
- CHINT Vietnam Holding (Вьетнам)
- CHINT Cambodia Power Equipment (Камбоджа)
- Sunlight Electrical (Сингапур)